# دایی‌کاظم‌لی
دایی‌کاظم‌لی (به ترکی آذربایجانی: Dayıkazımlı) یک منطقهٔ مسکونی در جمهوری آذربایجان است که در شهرستان کردامیر واقع شده‌است. دایی‌کاظم‌لی ۷۸۸ نفر جمعیت دارد.